# Morgan County (Georgia)
Das Morgan County ist ein County im Bundesstaat Georgia der Vereinigten Staaten. Der Verwaltungssitz (County Seat) ist Madison.

## Geographie
Das County liegt im mittleren Norden von Georgia und hat eine Fläche von 918 Quadratkilometern, wovon 13 Quadratkilometer Wasseroberfläche sind. Es grenzt im Uhrzeigersinn an folgende Countys: Oconee County, Greene County, Putnam County, Jasper County, Newton County und Walton County.
Das County ist Teil der Metropolregion Atlanta.

## Geschichte
Morgan County wurde am 10. Dezember 1807 als 32. County in Georgia aus Teilen des Baldwin County gebildet. Benannt wurde es nach General Daniel Morgan, der die Briten im Revolutionskrieg bei Cowpens geschlagen hatte.
1849 wurde das Madison Collegiate Institute gegründet, das später in Georgia Female College umbenannt wurde und kurze Zeit später wurde das Methodist Female College gegründet. Diese beiden Colleges waren die ersten zwei für Frauen in Amerika. Beide Institute wurden Jahre später durch Feuer zerstört.

## Demografische Daten
Laut der Volkszählung von 2010 verteilten sich die damaligen 17.868 Einwohner auf 6.660 bewohnte Haushalte, was einen Schnitt von 2,66 Personen pro Haushalt ergibt. Insgesamt bestehen 7.472 Haushalte.
76,2 % der Haushalte waren Familienhaushalte (bestehend aus verheirateten Paaren mit oder ohne Nachkommen bzw. einem Elternteil mit Nachkomme) mit einer durchschnittlichen Größe von 3,06 Personen. In 35,4 % aller Haushalte lebten Kinder unter 18 Jahren sowie in 29,6 % aller Haushalte Personen mit mindestens 65 Jahren.
27,1 % der Bevölkerung waren jünger als 20 Jahre, 20,8 % waren 20 bis 39 Jahre alt, 30,0 % waren 40 bis 59 Jahre alt und 22,0 % waren mindestens 60 Jahre alt. Das mittlere Alter betrug 41 Jahre. 48,3 % der Bevölkerung waren männlich und 51,7 % weiblich.
72,7 % der Bevölkerung bezeichneten sich als Weiße, 23,6 % als Afroamerikaner, 0,3 % als Indianer und 0,6 % als Asian Americans. 1,6 % gaben die Angehörigkeit zu einer anderen Ethnie und 1,3 % zu mehreren Ethnien an. 2,8 % der Bevölkerung bestand aus Hispanics oder Latinos.
Das durchschnittliche Jahreseinkommen pro Haushalt lag bei 54.506 USD, dabei lebten 13,3 % der Bevölkerung unter der Armutsgrenze.

## Kultur und Sehenswürdigkeiten

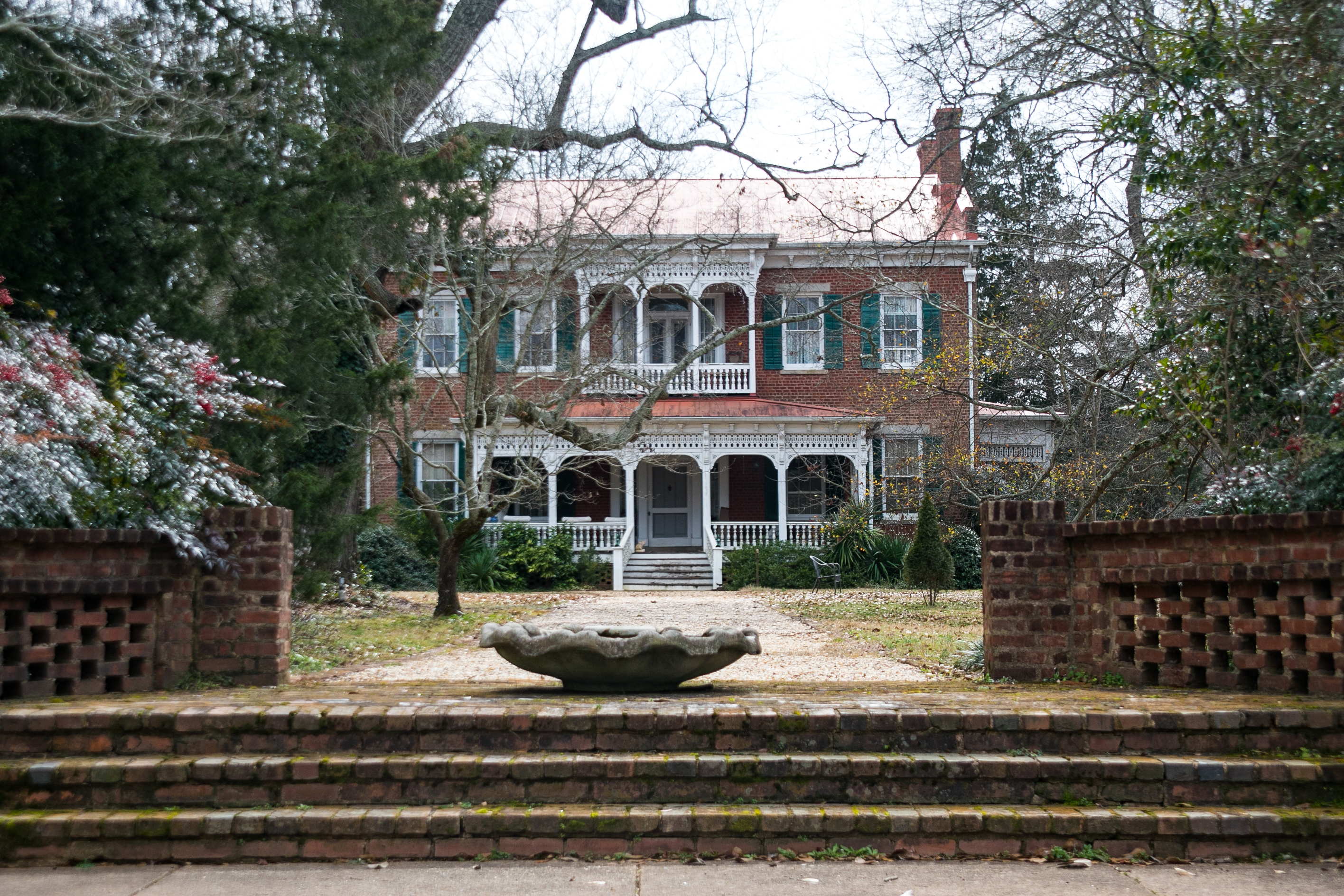
Bonar Hall (2021). Das Herrenhaus entstand wahrscheinlich 1832 und wurde in den 1880er Jahren umfangreich ausgebaut und im Stile der späten Georgianischen Architektur umgestaltet. Auf dem Grundstück liegen weitere historisch bedeutsame Gebäude, darunter die Unterkünfte der Sklaven und ein Pächterhaus. Im Januar 1972 wurde Bonar Hall als zweites Objekt des County in das NRHP eingetragen.

14 Bauwerke, Stätten und „historische Bezirke“ (Historic Districts) im Morgan County sind im National Register of Historic Places („Nationales Verzeichnis historischer Orte“; NRHP) eingetragen (Stand 8. März 2024), neben dem historischen Ortskern von Madison sind dies unter anderem ein ehemaliges Hotel und eine Schule.

## Orte im Morgan County
Orte im Morgan County mit Einwohnerzahlen der Volkszählung von 2010:
Cities:
- Madison (County Seat) – 3979 Einwohner
- Rutledge – 781 Einwohner

Towns:
- Bostwick – 365 Einwohner
- Buckhead – 171 Einwohner